# Időkép.hu
Az Időkép.hu egy magyar időjárás-előrejelző internetes portál, amely Magyarország pillanatnyi időjárását ábrázolja számos látványos, könnyen áttekinthető térképen keresztül. A térképekre regisztráció után bárki küldhet be saját méréseket.

## Története

### A kezdetek
Az oldal fejlesztése 2003 telén kezdődött, a legelső publikált verzió 2004. január 22-én látott napvilágot, ekkor még a Metnet.hu társoldalaként www.bociusz.hu címen. Akkoriban még egy ADSL kapcsolaton üzemelő számítógép végezte az oldal kiszolgálását. A pillanatnyi égképet ábrázoló térkép mellé hamarosan elkészült a szelet és a hőmérsékletet is megjelenítő vizualizáció. Az első médiavisszhang a 2004. december 17-ei Népszabadságban jelent meg, ekkor a honlapot naponta kb. 1000 egyedi látogató kereste fel.

### AzOrigoösztöndíja
Az oldal fejlődésének igazi lendületet a C3 Kulturális Alapítvány Szabadfogású Számítógép versenyének fődija adott, mely az Origo 1,2 millió forintos ösztöndíját és egy dedikált szervergép rendelkezésre bocsátását jelentette. A 2006-os évben így számos új, a meteorológia világában addig ritka térkép, köztük a hóvastagságot és az UV Index értékét megjelenítő élő térkép vált elérhetővé. Elkészült az automatikus időjárási mérőállomásokat a térképekre csatlakoztatni képes rendszer végleges verziója is. A fejlődést egyre nagyobb érdeklődést követte, az MTV a Válaszd a tudást! c. műsorában reggelente, a TV Kispest minden időjárás-jelentésében az Időkép térképeit sugározta élő adásban.

### Egyedi fejlesztések
A http://időkép.hu társoldalával, a ViharVadász.hu-val közösen megnyitotta a többek közt saját fejlesztésű időjárási műszereit és kamerarendszereit áruló webáruházát, mellyel az egyre növekvő kiadásokat finanszírozzák. 2007 novemberétől saját, egy napos előrejelzési modellt is futtat, mely a világon egyedülálló módon a hivatalos mérések mellett a saját észlelőtábora által küldött adatokat is felhasználja a még pontosabb előrejelzések érdekében. Az oldal 2014-ben 44 008 760 oldalletöltést, naponta átlagosan 353 821 egyedi látogatót generált. Az oldal alapításának negyedik évfordulóján, 2008. január 22-én indult el az IdőképTV, az első magyar időjárási televízió, melyet kezdetben internetes adásként lehet megtekinteni, ami majd a szükséges engedélyek megszerzése után kábeltelevízión és műholdon is fogható lesz.

### Nemzetközi terjeszkedés
2008 húsvétján nyilvánosan is megkezdte működését az Időkép Erdély és az Időkép Szlovákia. Az észlelések a magyar portállal egy adatbázisban szerepelnek, így az országhatárok átfedése folyamatos. 2008. május 30-án beindult az egész Kelet-Közép-Európát, valamint a Földközi-tengert lefogó Időkép Európa.

### Bővülés
2008 szeptemberétől elindult az Időkép Pro, mely az Időkép saját időjárási mérőhálózata. A csatlakozó tagok felküldött méréseikből egyéni térképes megjelenítéseket, tetszőleges időszakos lekérdezéseket, statisztikákat gyárthatnak. A rendszerbe az első két hét alatt 50 állomás csatlakozott, így a legyártott statisztikák pontossága növekedett. Saját mesterséges intelligencia programmal percenkénti felbontású hurok film is elérhető az oldalon, melyet a negyedóránként készülő radarképekből számol a rendszer. Az IdőképTV stúdiójából 2008 őszétől egy éven át naponta friss, Adobe Flash alapú videó-előrejelzés készült. 2008. november 21-étől egy újabb fejlesztés a 3D-s és HD felbontású Magyarország Hőtérkép is látható.

## Kísérleti 30 napos előrejelzés
2010 márciusában az Időkép tudományos kutatásba kezdett, melynek célja a jelenlegi, maximum 1-2 hetes numerikus időjárás-előrejelzések kiváltása egy tendencia-alapú előrejelzéssel. Az eljárás lényege, hogy a múltban (ahonnan rendelkezésre állnak historikus klimatológiai adatsorok) a jelenlegi állapothoz hasonlót keresve, majd azt alapul véve előrejelzés készül a jövő időre.

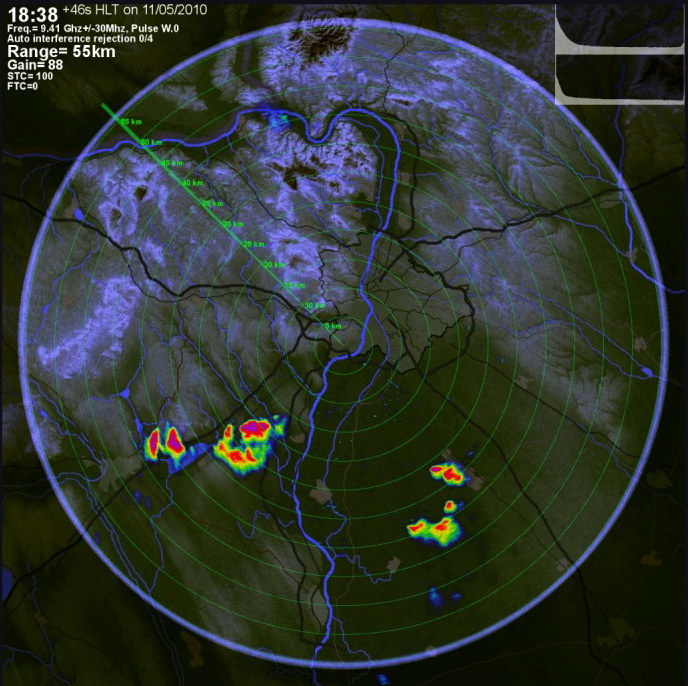
Az Időkép csapadékradarja 2010. május 11-én.

## Radarhálózat
A cseh Meteopress szervezettel történő együttműködés részeként 2010 márciusában Budapesten telepítették az Időkép első meteorológiai lokátorát. A Nagytétényben elhelyezett csapadékradar segítségével 96 tengeri mérföld, azaz 178 kilométer sugarú körben folyamatosan figyelhető a csapadéktömbök mozgása. 2011 tavaszán Szolnokon és Keszthelyen, nyáron pedig Balkányban lett telepítve további három radarállomás, melynek segítségével Magyarország egésze felett követhető a csapadéktömbök mozgása. 2012. október 26-án Pozsonyban helyeztek el egy radarhálózatot.

## Villámlokalizációs hálózat
2010 nyarától az Időkép egy önálló villámdetektor rendszer kiépítését kezdte meg. A rendszer jelenleg 4 mérőponttal rendelkezik, melyből kettő Budapesten, továbbá Balatonbogláron és Szolnokon üzemelnek. A hálózat az ország határain túlnyúlva nagyjából további 200 km-en képes érzékelni a zivatarfelhőkből induló elektromos kisüléseket.